# Baie des Ha! Ha!
Baie des Ha! Ha! – zatoka w kanadyjskiej prowincji Quebec o długości 20 kilometrów stanowiąca część rzeki Saguenay, znajdująca się w regionie administracyjnym Saguenay–Lac-Saint-Jean. Poprzez zatokę do Saguenay uchodzą rzeki Ha! Ha! oraz Rivière à Mars. Z punktu widzenia geologii ta rozległa depresja jest przedłużeniem uskoku i rowu tektonicznego jeziora Kénogami, które położone jest ok. 20 km wyżej.
Na długo przed pojawieniem się w 1838 roku osadników z Charlevoix, założycieli parafii Saint Alexis sur l'Islet, wybrzeże zatoki stanowiło miejsce spotkań i handlu dla Indian. Po 1976 cała zatoka znalazła się w granicach powiększonego miasta La Baie, natomiast od 2002 znajduje się w granicach miasta Saguenay.

## Etymologia
Wyrażenie Ha! Ha! nie jest zwykłą onomatopeją, a prawdopodobnie pochodzi od starofrancuskiego słowa haha, które oznacza „niespodziewaną przeszkodę na drodze”.